# Трамвайна колія
Трамва́йна ко́лія — елемент дороги, призначений для руху рейкових транспортних засобів, який обмежується за шириною спеціально виділеним вимощенням трамвайної лінії або дорожньою розміткою. Трамвайною колією допускається рух нерейкових транспортних засобів з певними обмеженнями.

## Загальний опис
Трамвайна колія використовується на трамваях або легкій залізниці. Як і стандартні рейкові колії, трамвайні колії мають дві паралельні сталеві рейки, відстань між головками рейок є шириною колії. Коли пішоходам або транспортним засобам не потрібно пересуватися колією, використовується звичайна рейка з плоским дном. Однак, коли такий рух існує, наприклад, на міських вулицях, використовуються жолобчасті рейки.
Трамвайні рейки можна розміщувати на кількох поверхнях, наприклад на землі, над якою прокладено рейковий баласт зі шпалами і рейки з плоским дном — як у випадку із залізничними коліями — або, для вуличного руху, з рифленими рейками, зазвичай вбудованими в бетонне покриття. Подекуди доріжки прокладаються в трав'яні покриття; вони відомі як зелена доріжка, доріжка з травою або доріжка на газоні.

## Інтернет-ресурси
Вікісховище має мультимедійні дані за темою: Трамвайна колія
- LR55 Track System Full details
- LR55 track suppliers and advisers
- European Girder Guard Rail Sections and Tram/Street Car Grooved BLOCK Rail without Web
- Testing Girder Rail on the MBTA.
- Wirth Girder Rail
- Grooved or girder rail
- MRT Track & Services Co., Inc / Krupp, T and girder rails, scroll down.
- Block rails
- ThyssenKrupp grooved rail
- Hilton, George W.; Due, John Fitzgerald (1 січня 2000). The Electric Interurban Railways in America. Stanford University Press. ISBN 978-0-8047-4014-2. Процитовано 10 червня 2014.